# 中堺警察署
中堺警察署（なかさかいけいさつしょ）は、大阪府警察が管轄する警察署の一つ。

## 所在地・最寄り駅
- 堺市中区深井沢町2470番地17
  - 最寄り駅：南海泉北線深井駅

## 管轄区域
- 堺市中区

## 沿革
- 2016年（平成28年）度 - 開設が決定[1]
- 2021年（令和3年）7月1日 - 大阪府警察66番目の警察署として開署[2]。大阪府警察では2012年（平成24年）の交野警察署以来9年ぶり(府内では令和初)の新設警察署となる。同日に府内65署で10番目、堺市内で最大の刑法犯認知件数だった西堺警察署から堺市中区の管轄を移管[3]。

## 庁舎
地上7階建てで、留置室を13室、取調室を26室備える。総工費は約32億円。大阪府警察の庁舎としては2021年7月12日に移転した守口警察署に次いで新しい。

## 交番
- 東山交番 - 堺市中区東山776番地の1
- 福田交番 - 堺市中区福田437番地
- 宮園交番 - 堺市中区宮園町2番1号
- 中深井交番 - 堺市中区深井北町757番地の6
- 東百舌鳥交番 - 堺市中区大野芝町188番地の6
- 深井駅前交番 - 堺市中区深井沢町3437番地